# رهف عبد الله
رهف عبد الله (1 ديسمبر 1988) ملكة جمال لبنان لعام 2010  ممثلة ومقدمة برامج

## مشوارها المهني
ولدت في الخيام وقد مثلت لبنان في مسابقة ملكة جمال العالم وملكة جمال الكون في عام 2010. درست إدارة الأعمال في الجامعة اللبنانية الأميركية. عام 2017 دخلت مجال التمثيل ؛ كما قامت بتقديم العديد من البرامج الإذاعية ثم إنتقلت بعد ذلك إلى التلفزيون من خلال برنامج توب 40 على قناة روتانا موسيقىفي أبريل 2023 قدمت برنامجاً صباحياً بعنوان "Morning talk" على شاشة المؤسسة اللبنانية للإرسال بمشاركة وصيفة ملكة جمال لبنان 2022 مايا أبو الحسن، جورج يونس، ساندرا أيوب، ايليو شماس وانيتا سليمان.

## أعمالها

### في التلفزيون
| سنة الإنتاج | اسم المسلسل  | الشخصية  |
| ----------- | ------------ | -------- |
| 2020        | رصيف الغرباء | روى/لارا |
| 2020        | أهل الوفا    |          |
| 2017        | صمت الحب     | جنا      |